# Athyrium dentigerum
Athyrium dentigerum là một loài thực vật có mạch trong họ Woodsiaceae. Loài này được (Wall. ex C.B. Clarke) Mehra & Bir miêu tả khoa học đầu tiên năm 1960.